# Pseudopodisma fieberi
Pseudopodisma fieberi är en insektsart som först beskrevs av Scudder, S.H. 1897.  Pseudopodisma fieberi ingår i släktet Pseudopodisma och familjen gräshoppor. Inga underarter finns listade i Catalogue of Life.